# Kîsleanka, Sînelnîkove
Kîsleanka (în ucraineană Кислянка) este localitatea de reședință a comunei Kîsleanka din raionul Sînelnîkove, regiunea Dnipropetrovsk, Ucraina.

## Demografie
Componența lingvistică a localității Kîsleanka
     Ucraineană (95,77%)
     Rusă (3,68%)
     Alte limbi (0,18%)
Conform recensământului din 2001, majoritatea populației localității Kîsleanka era vorbitoare de ucraineană (95,77%), existând în minoritate și vorbitori de rusă (3,68%).